# Centrum Algatech
Centrum Algatech je třeboňské pracoviště Mikrobiologického ústavu AV ČR se zaměřením na výzkum mikroskopických řas, sinic a fotosyntetických bakterií a jejich využití v medicíně a průmyslu.

## Popis a hstorie
Centrum se nachází pod hrází Opatovického rybníka a jeho sídlem je Opatovický mlýn v historické budově čp. 237 v Novohradské ulici, která je také korespondenční adresou pracoviště. Samotná organizace vznikla z Laboratoře pro výzkum řas, jež byla ve městě založena roku 1960. Slovo alga v názvu odkazuje na latinský výraz pro řasy.
V letech 2009–2014 proběhla rozsáhlá rekonstrukce areálu, díky níž vznikla i přístavba budovy mlýna s laboratořemi fotosyntézy a biotechnologiemi, jako je například fermentační hala se zpracovatelskou linkou. V rámci výzkumné části projektu byly unvnitř bývalého prostoru mlýnice vybudovány laboratorní prostory pro molekulární biologii a analytické metody. Už v roce 2013 Centrum zprovoznilo automatizovanou venkovní jednotku pro kultivaci a testování autotrofního růstu mikrořas, v níž je možné nastavit růstové podmínky sloužící k ovlivnění složení biomasy.

## Části Centra
Centrum Algatech na svých webových stránkách uvádí následující seznam pracovišť:
- Laboratoř fotosyntézy
- Laboratoř řasové biotechnologie
- Laboratoř anoxygenních fototrofů
- Laboratoř buněčných cyklů řas
- Aplikační laboratoř

## Úspěchy
Mezi významné úspěchy Centra patří jeho podíl na objasnění příčiny úhynu orlů bělohlavých v USA, publikovaný v březnu 2021 v prestižním akademickém časopisu Science. Třeboňští vědci spolu s kolegy z Biologického centra AV ČR a Jihočeské univerzity v Českých Budějovicích ve spolupráci s mezinárodním týmem potvrdili, že do té doby neznámá neurologická nemoc má jasnou souvislost s nově objeveným toxinem ze sinic.
V letech 2021–2022 se třeboňské pracoviště MBÚ AV ČR v Českém pavilonu mezinárodní výstavy Expo 2020 podílelo na části expozice, jež se věnovala tématu udržitelnosti, a to představením kaskádových plošin na kultivaci řas, které samo vyvinulo. Venkovní expozice Alga Oasis (anglicky Řasová oáza) v podobě skleněné palmy ukazovala možnost použití zařízení k zúrodnění pouště, tedy něco jako „fotobioreaktor“.

## Další činnost
- Vědecké semináře[11]
- Konference České algologické společnosti[12]
- Noc vědců[13]
- Přednášky[14] a výstavy[15] pro veřejnost

## Fotogalerie

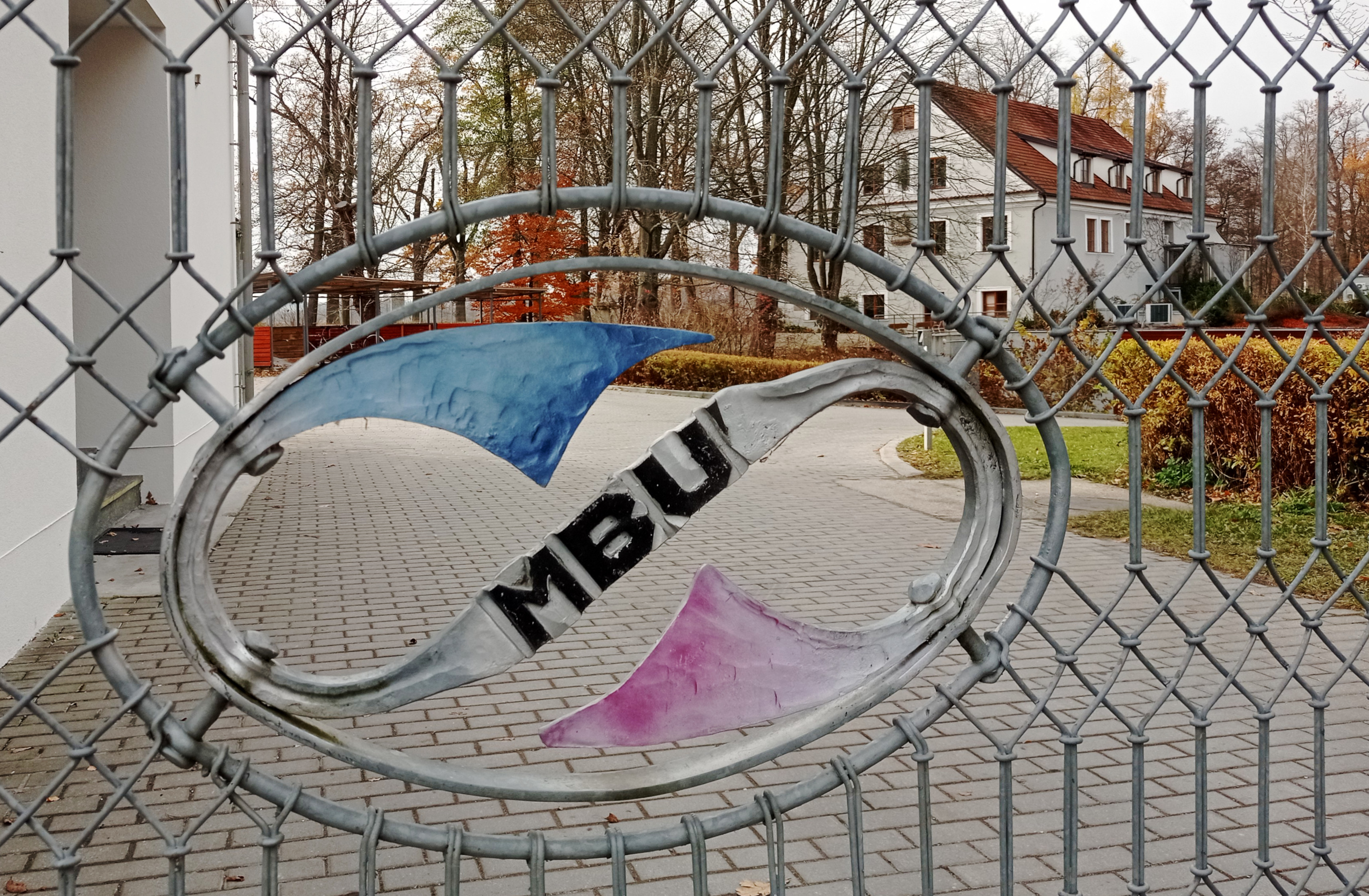
Vstupní brána areálu
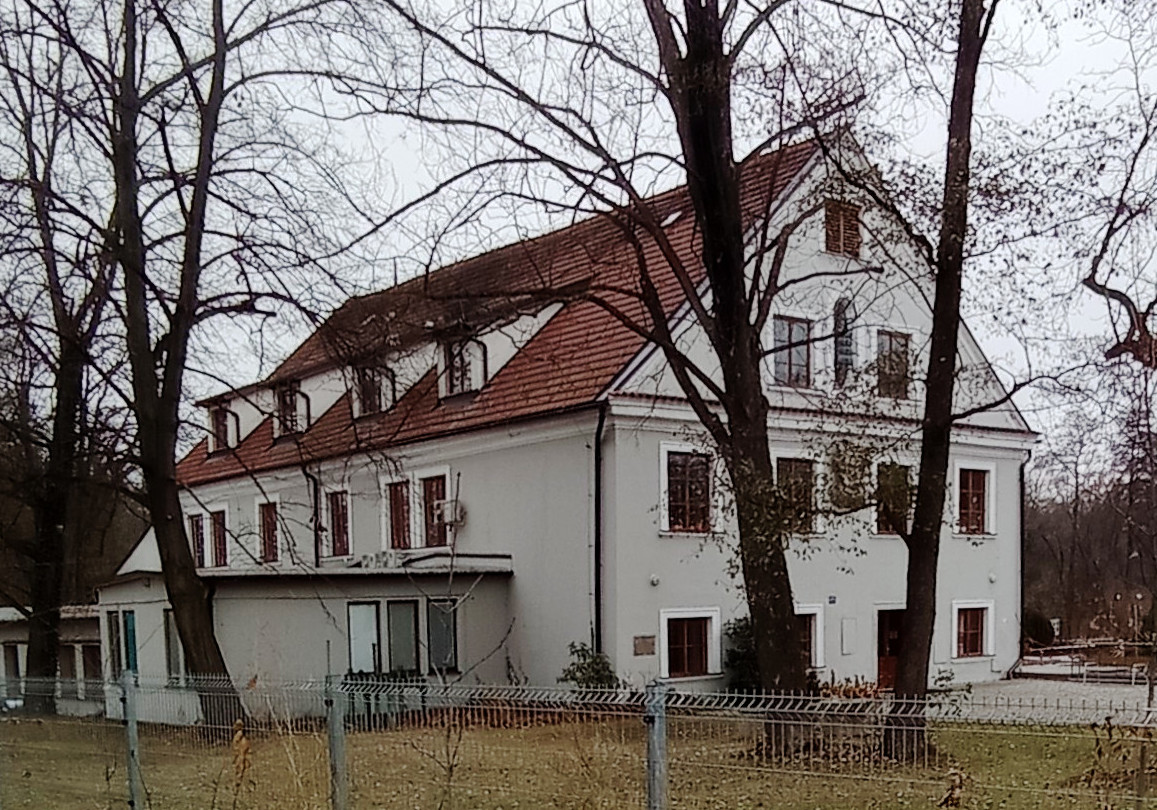
Opatovický mlýn
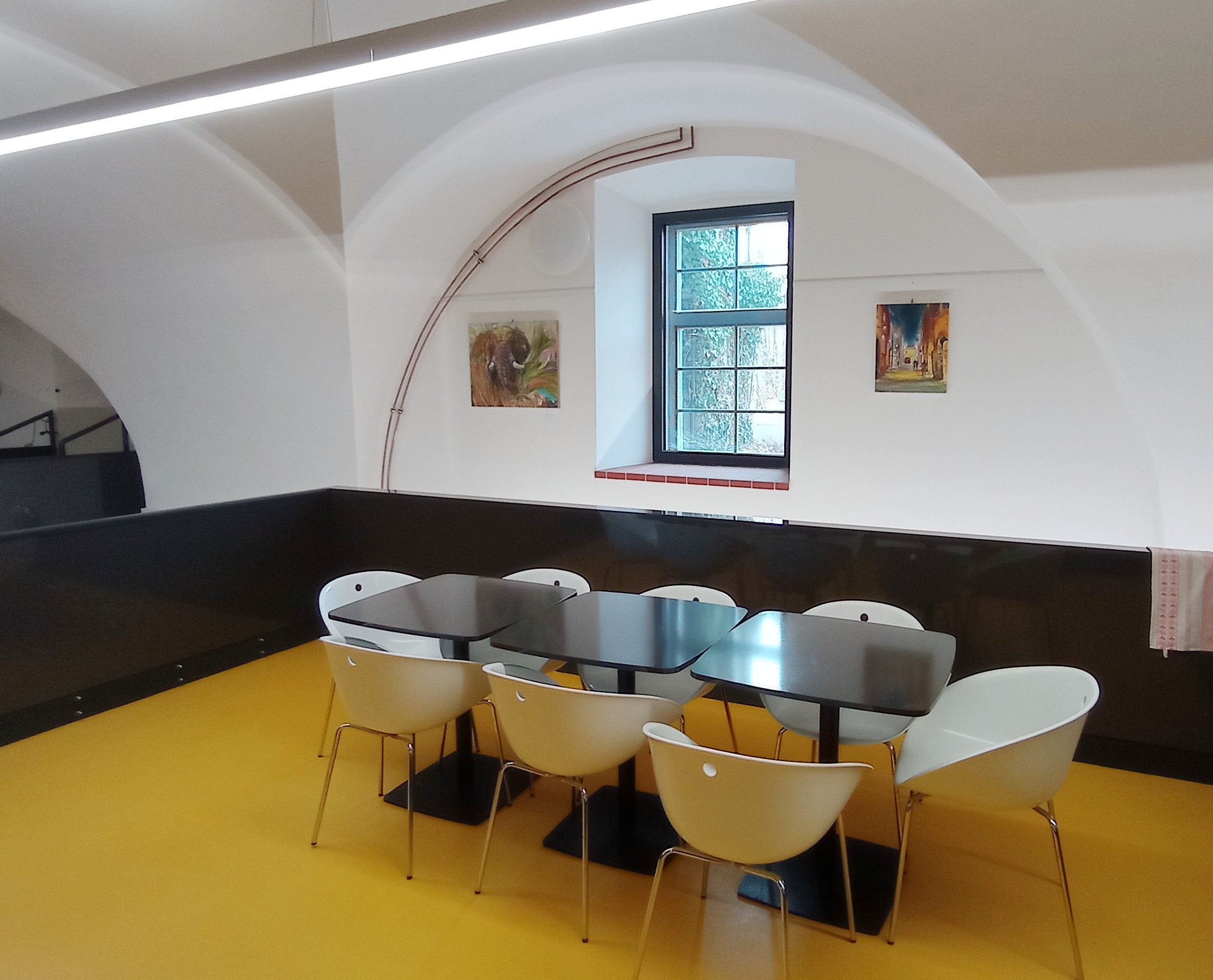
Bývalá mlýnice
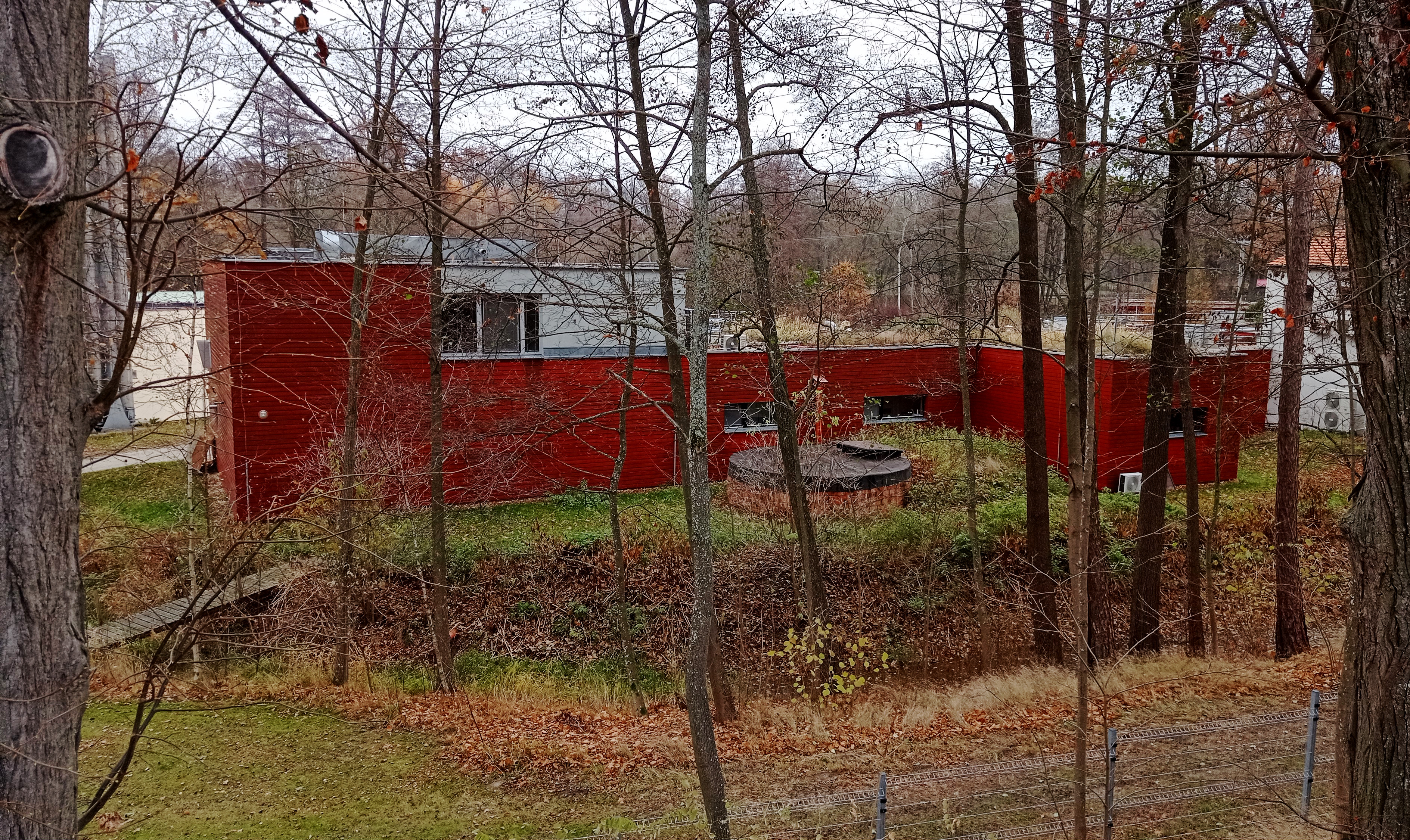
Budova přístavby k mlýnu
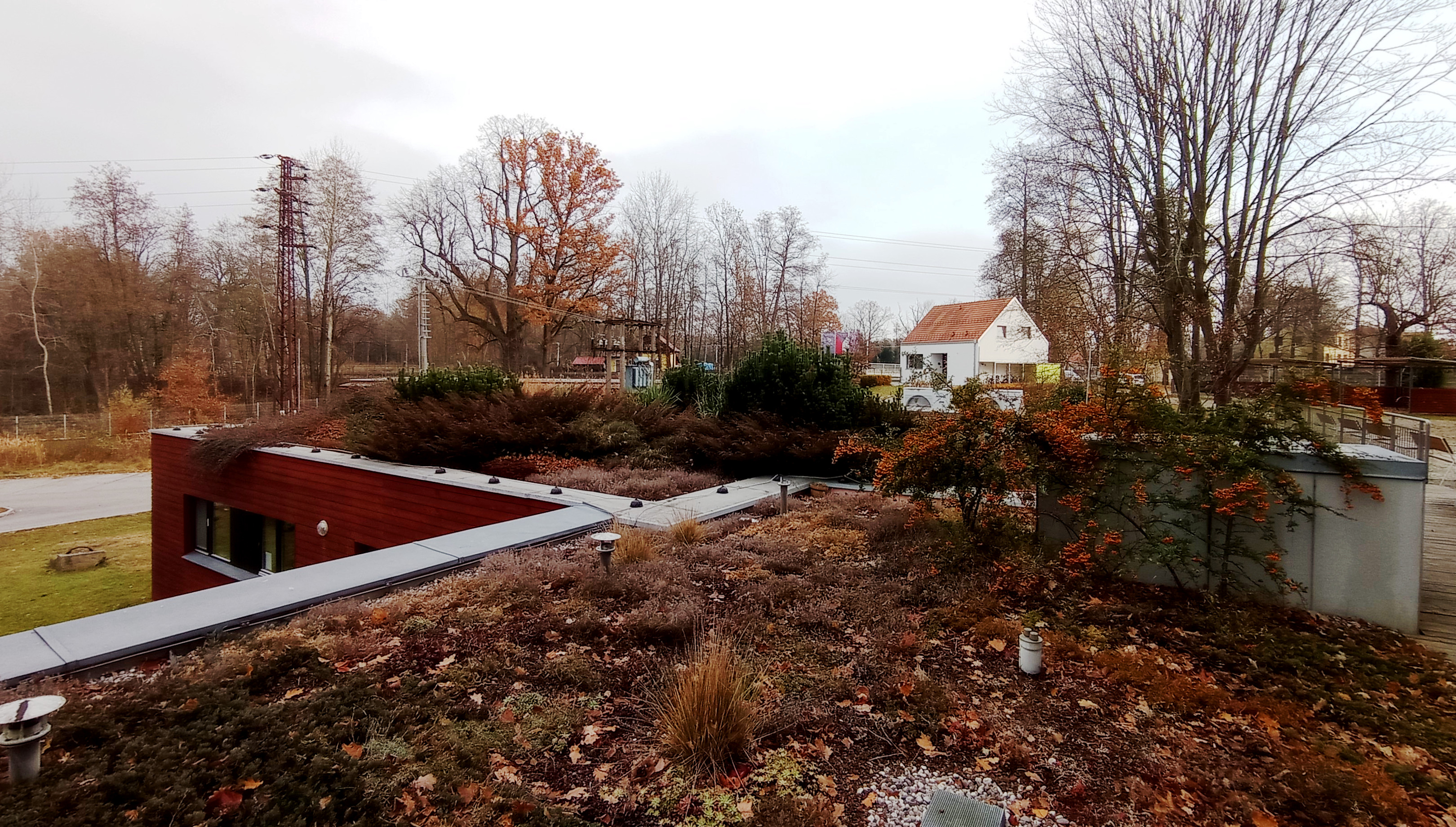
Zelená střecha přístavby
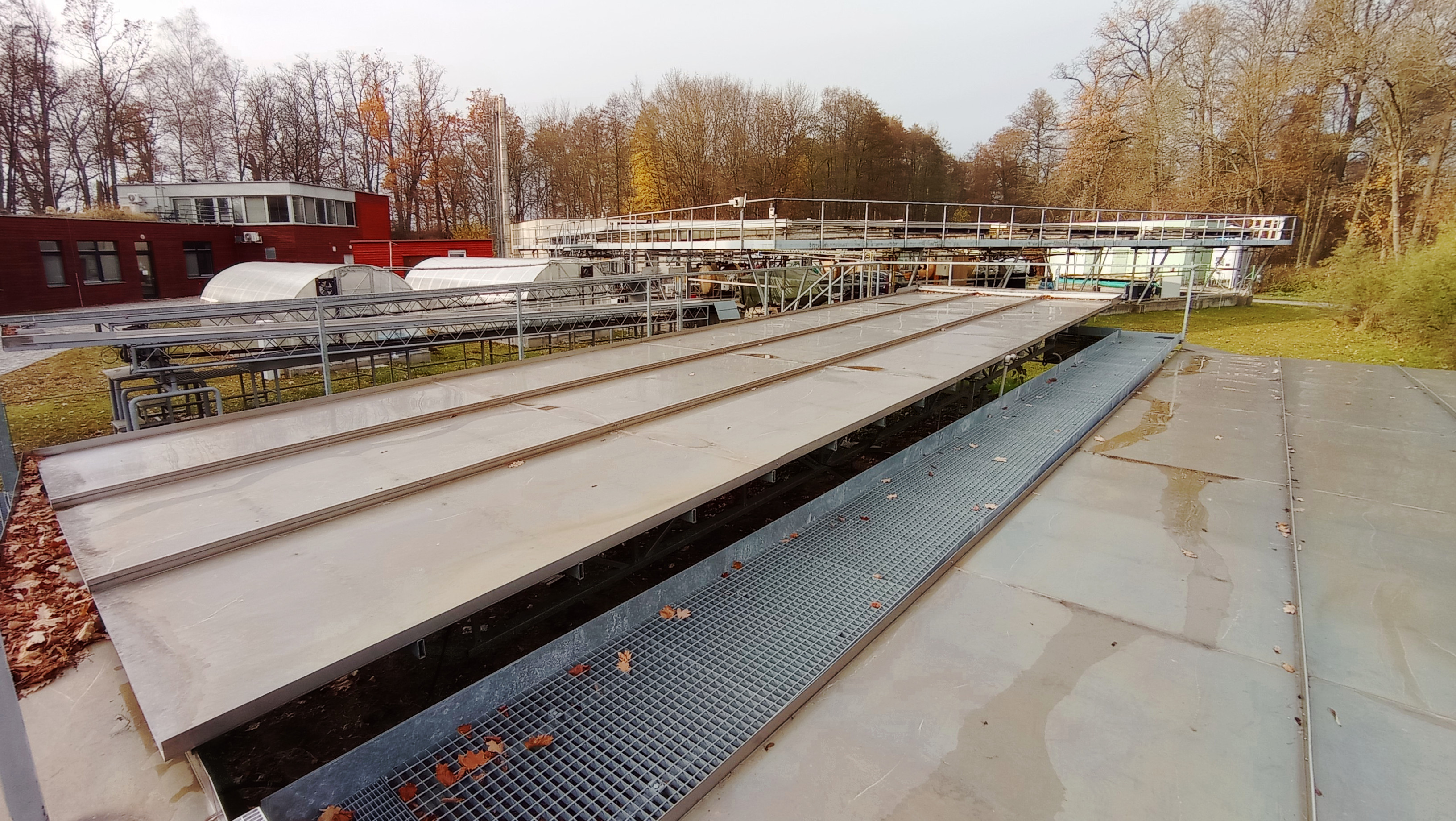
Zařízení na kultivaci řas